# 스란두일

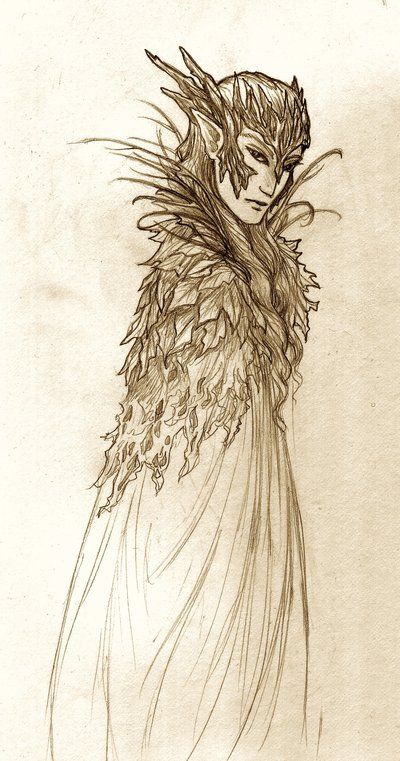

스란두일(Thranduil)은 요정의 세력이 쇠퇴하던 태양의 2,3시대에 어둠숲의 요정왕(Elven king, king of the Elves)으로 군림한 인물이다. 스란두일의 혈통과 계보에 대한 구체적 서술은 없지만, 놀도르와 난쟁이에게 배타적인 성향이 있는 점을 고려해 순혈 신다르 혹은 혼혈 신다르로 추측된다.
스란두일은 1차 반지전쟁 후에 부친 오로페르의 뒤를 이어 어둠숲에서 왕이 되었는데, 그 이유는 오로페르가 사우론에 대항해 다른 동맹의 도움도 없이 독자적인 세력으로 싸우다가 패배하여 전사했기 때문이다. 2차 반지전쟁에도 참전해 사우론에 다시 한 번 대항해 모르도르 세력과 싸웠다.
자식으로 레골라스가 있다.
그의 아내역시 밝혀진바가 없으며 난도르 계열로 추측되고 영화 호빗: 다섯 군대 전투에서 레골라스가 군다바드에서 타우리엘과 대화를할 때 자신의 어머니도 이곳에서 돌아가셨다며 언급한 바가 있다. (영화 오리지널 설정)